# Tahura fowleri
Tahura fowleri är en insektsart som beskrevs av Kramer 1976. Tahura fowleri ingår i släktet Tahura och familjen dvärgstritar. Inga underarter finns listade i Catalogue of Life.